# Lochailort
Lochailort (in gaelico scozzese: Ceann Loch Ailleart) è un villaggio della Scozia nord-occidentale, facente parte dell'area amministrativa dell'Highland e situato nella regione di Lochaber e sulle sponde del Loch Ailort.

## Geografia fisica

### Collocazione
Il villaggio di Lochailort si trova circa 45 km ad ovest di Fort William ed è situato lungo la sponda nord-orientale del Loch Ailort.

## Storia
Le origini del villaggio risalgono almeno alla metà del XVII secolo, quando vi fu costruita una locanda.
Un secolo dopo, il villaggio si era già sviluppato ed era menzionato nelle mappe con il nome di Kinloch Hoylort.
Agli inizi del XIX secolo vi fu costruita la prima strada, progettata da Thomas Telford.

## Edifici e luoghi d'interesse

### Our Lady of the Braes Roman Catholic Church
Tra gli edifici d'interessi nei dintorni di Lochailort, figura la Our Lady of the Braes Roman Catholic Church, risalente agli anni settanta del XIX secolo.

### Inverailort House
Sempre nei dintorni di Lochailort, si trova inoltre la Inverailort House o Inverailort Castle, realizzata nella tenuta di Inverailort nel corso del XIX secolo.